# Cavallo (araldica)
In araldica il cavallo è simbolo di valore, animo intrepido ed è considerato una delle figure nobili del blasone. La figura del cavallo è stata spesso assunta nello stemma di chi aveva attaccato il campo nemico e lo aveva disperso con una carica di cavalleria.

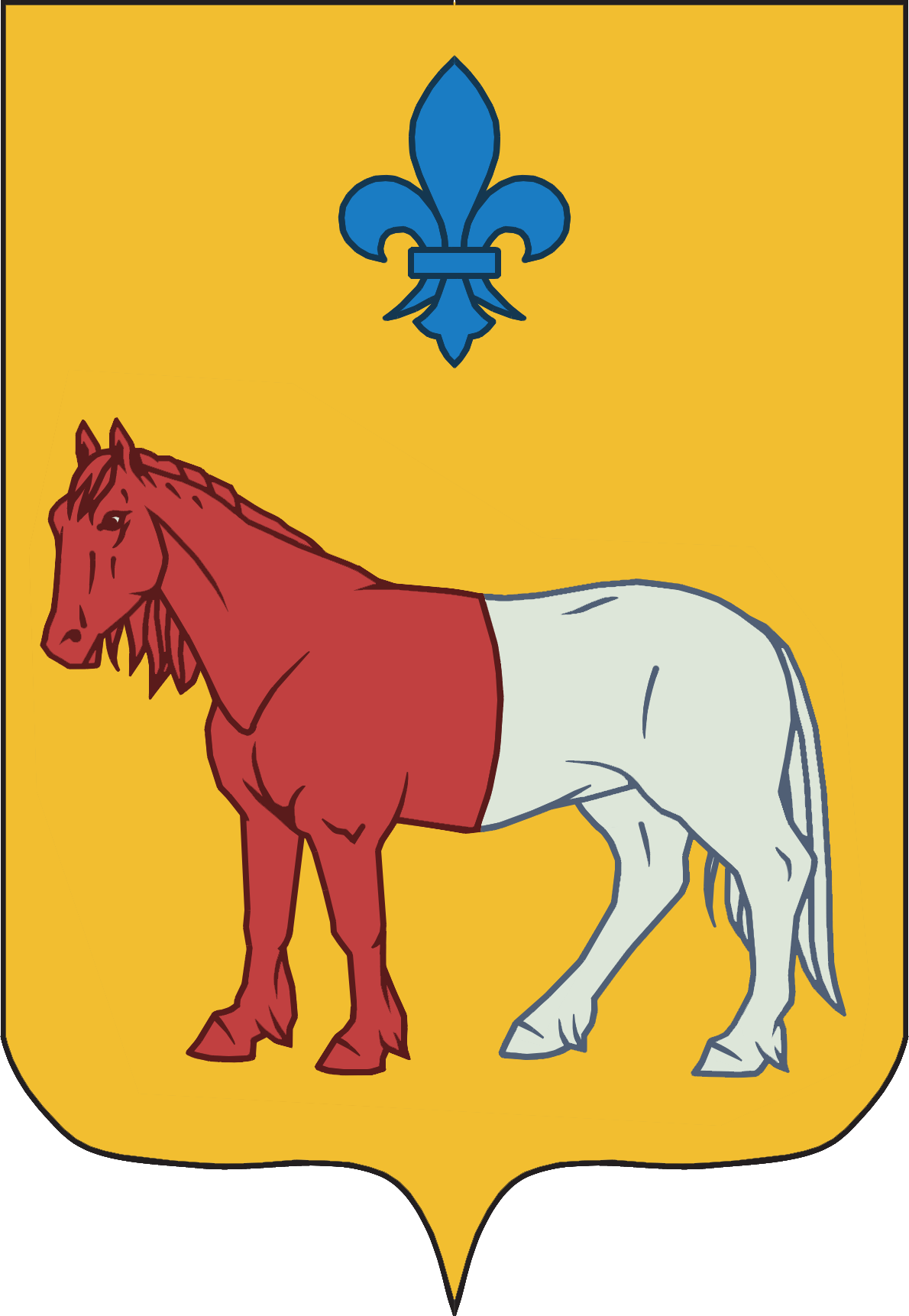
D'oro con un cavallo passante partito in palo di rosso e d'argento, sormontato da un giglio d'azzurro (stemma di Lucantonio Tomassoni)
Cavallo allegro (e passante) al naturale (Avelengo)
Cavallo corrente (Martina Franca)
Cavallo fermo (Loxstedt, Germania)
Cavallo galoppante (Oekingen, Svizzera)
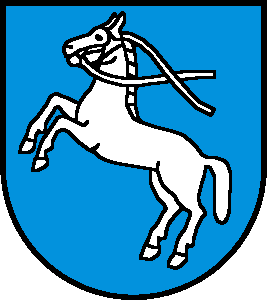
Cavallo inalberato (Bellach, Svizzera)
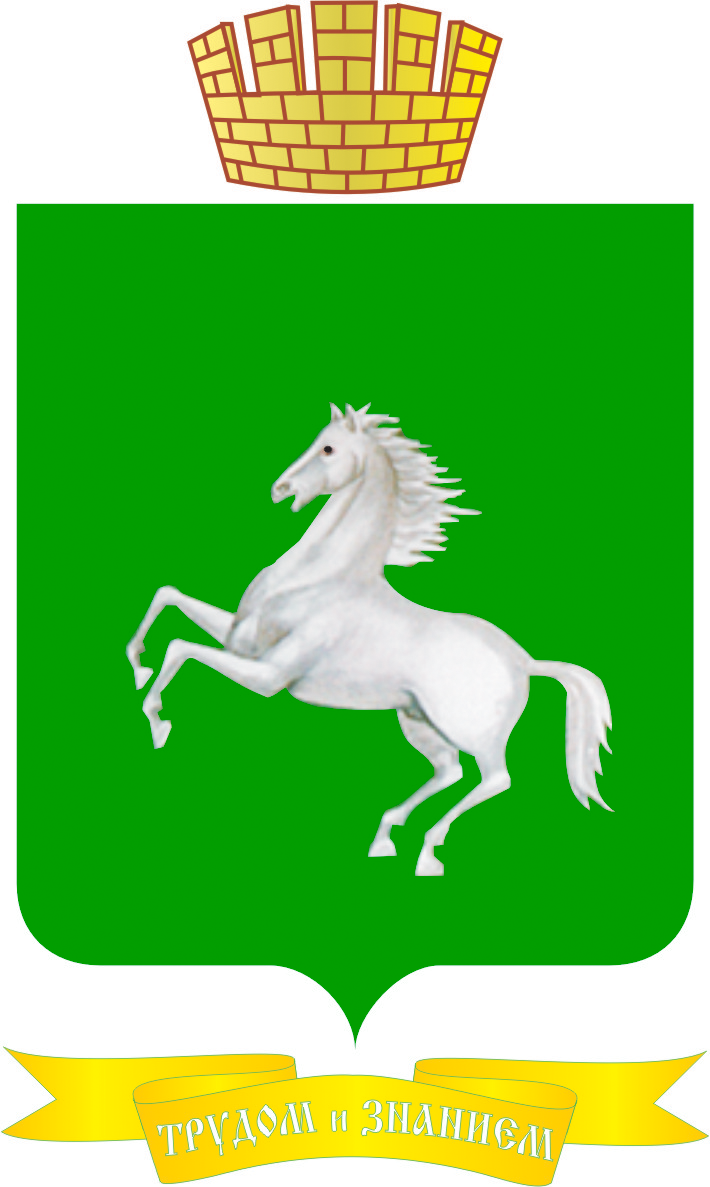
Cavallo inalberato (Tomsk, Russia)
Di rosso, al cavallo spaventato d'oro unghiato di nero (Unterhof, frazione di Dielheim, Germania)
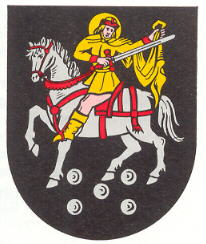
Cavallo passante (Martinshöhe, Germania)
D'azzurro, al cavallo corrente d'argento (Brno-Ivanovice, distretto di Brno, Repubblica Ceca)
Di rosso, al cavallo inalberato e sellato al naturale (Morón de la Frontera, Spagna)
Cavallo d'argento
Cavallo d'argento passante (Stemma di Bagnacavallo)

## Attributi araldici
- Allegro quando passante e privo di finimenti
- Bardato quando è guarnito del completo finimento di guerra
- Corrente se corre
- Fermo quando riposa sulla quattro zampe
- Galoppante se lanciato a tale andatura
- Gualdrappato quando coperto di gualdrappa
- Inalberato equivale a spaventato
- Passante se in atto di camminare, con la zampa anteriore destra alzata
- Recalcitrante quando solleva le zampe posteriori
- Sellato se munito di sella e briglie
- Spaventato quando è impennato e si drizza sulle reni
- Unghiato se ha gli zoccoli di smalto diverso